# Stefan Bissegger
Stefan Bissegger (* 13. September 1998 in Weinfelden) ist ein Schweizer Radrennfahrer.

## Sportliche Laufbahn
Als Juniorenfahrer machte Bissegger international auf sich aufmerksam, als er bei Le Pavé de Roubaix, der Junioren-Austragung von Paris–Roubaix, den achten Platz belegte. Im selben Jahr errang er gemeinsam mit Gino Mäder, Robin Froidevaux und Reto Müller bei den Bahnweltmeisterschaften der Junioren die Silbermedaille in der Mannschaftsverfolgung. Im Jahr 2016 wurde er im schweizerischen Aigle mit der neuen Weltrekordzeit von 3:12,416 Minuten Junioren-Weltmeister in der Einerverfolgung. Im selben Jahr nahm Bissegger als Juniorenfahrer als Mitglied des Schweizer Männervierers am ersten Lauf des Bahnrad-Weltcups 2016/17 in Glasgow teil, der in der Mannschaftsverfolgung Platz vier belegte.
In seinem ersten Jahr im Erwachsenenbereich wurde er im Bahnradsport Schweizer Meister im Keirin, Ausscheidungsfahren und Punktefahren. Im Jahr 2018 gewann er mit dem Schweizer Team bei den Elite-Bahneuropameisterschaften und den U23-Europameisterschaften jeweils die Silbermedaille.
Im Jahr 2019 war Bissegger vermehrt auch im Strassenradsport erfolgreich: Er gewann mit einer Etappe der New Zealand Cycle Classic sein erstes internationales Eliterennen auf der Strasse. Es folgten vier weitere Siege in UCI-Strassenrennen, der Schweizer Meistertitel im Einzelzeitfahren der U23 und die Bronzemedaille im Einzelzeitfahren der U23-Europameisterschaften. Im Strassenrennen der U23 der Weltmeisterschaften fuhr Bissegger als Dritter über die Ziellinie. Da aber der Erste im Ziel, der Niederländer Nils Eekhoff, disqualifiziert wurde, rückte er auf Platz zwei vor. Ausserdem gewann er mit dem Schweizer Bahnvierer den Bahnrad-Weltcup-Lauf 2019/20 in Cambridge (Neuseeland).
Schon vor den Strassenweltmeisterschaften 2019 wurde bekannt, dass Bissegger nach den Olympischen Spielen 2020, bei denen er in der Mannschaftsverfolgung starten wollte, für das UCI WorldTeam EF Pro Cycling starten werde. Ein Engagement für die Übergangszeit beim Team Monti, das als Farmteam für die Mannschaft Deceuninck-Quick-Step fungieren sollte, zerschlug sich, nachdem dieses Team in finanzielle Schwierigkeiten geraten war. Bissegger erklärte, dass er bis zum Vertragsantritt bei EF Pro Cycling für die Schweizer Nationalmannschaft fahren werde.
Für seine neue Mannschaft gewann Bissegger bei Paris–Nizza 2021 das Einzelzeitfahren der dritten Etappe. Im Sprint einer Ausreissergruppe gewann er die vierte Etappe der Tour de Suisse 2021. Es folgten weitere WorldTour-Siege bei der Benelux Tour 2021 und der UAE Tour 2022 jeweils im Einzelzeitfahren. 2022 wurde er Europameister im Einzelzeitfahren und Weltmeister in der Mixed-Staffel.

## Erfolge

### Strasse
2015
- eine Etappe Tour du Pays de Vaud

2016
- Gesamtwertung und zwei Etappen Driedaagse van Axel (Junioren)
- Prolog Tour du Pays de Vaud

2018
- Schweizer Meister – Einzelzeitfahren (U23)

2019
- eine Etappe und Punktewertung New Zealand Cycle Classic
- eine Etappe Tour du Jura Cycliste
- eine Etappe Tour de l’Ain
- eine Etappe und Punktewertung Course de la Paix Juniors (U23)
- Schweizer Meister – Einzelzeitfahren (U23)
- U23-Europameisterschaft – Einzelzeitfahren
- eine Etappe und Mannschaftszeitfahren Tour de l’Avenir
- U23-Weltmeisterschaft – Strassenrennen

2020
- Europameisterschaft – Mixed-Staffel
- U23-Europameisterschaft – Einzelzeitfahren

2021
- eine Etappe Paris-Nizza
- eine Etappe und Punktewertung Tour de Suisse
- eine Etappe Benelux Tour

2022
- eine Etappe UAE Tour
- Europameister – Einzelzeitfahren
- Weltmeister – Mixed-Staffel

2023
- Weltmeister – Mixed-Staffel
- Schweizer Meister – Einzelzeitfahren

2025
- Radsportfest Märwil

### Bahn
2015
- Weltmeisterschaft – Mannschaftsverfolgung (mit Gino Mäder, Robin Froidevaux und Reto Müller)

2016
- Junioren-Weltmeister – Einerverfolgung

2017
- Schweizer Meister – Keirin, Ausscheidungsfahren, Punktefahren

2018
- Europameisterschaft – Mannschaftsverfolgung (mit Cyrille Thièry, Frank Pasche, Théry Schir und Claudio Imhof)
- U23-Europameisterschaft – Mannschaftsverfolgung (mit Valère Thiébaud, Lukas Rüegg und Robin Froidevaux)
- U23-Europameisterschaft – Einerverfolgung
- Schweizer Meister – Keirin, Ausscheidungsfahren

2019
- Weltcup in Cambridge – Mannschaftsverfolgung (mit Lukas Rüegg, Robin Froidevaux und Claudio Imhof)

## Wichtige Platzierungen
| Grand Tour            | 2020 | 2021 | 2022 | 2023 | 2024 | 2025 |
| --------------------- | ---- | ---- | ---- | ---- | ---- | ---- |
| Giro d’ItaliaGiro     | –    | –    | –    | –    | –    | –    |
| Tour de FranceTour    | –    | 103  | 82   | –    | 100  | DNF  |
| Vuelta a EspañaVuelta | –    | –    | –    | 117  | –    |      |

| Weltmeisterschaft        | 2000 | 2021 | 2022 | 2023 | 2024 |
| ------------------------ | ---- | ---- | ---- | ---- | ---- |
| StraßenrennenStraße      | –    | DNF  | DNF  | DNF  | 26   |
| EinzelzeitfahrenEZF      | –    | 7    | 5    | 16   | 29   |
| MannschaftszeitfahrenMZF | –    | 4    | 1    | 1    | 8    |

| Monument                 | 2020 | 2021 | 2022 | 2023 | 2024 | 2025 |
| ------------------------ | ---- | ---- | ---- | ---- | ---- | ---- |
| Mailand–Sanremo          | –    | 103  | –    | 145  | –    | –    |
| Flandern-Rundfahrt       | DNF  | 89   | –    | –    | 36   | 19   |
| Paris–Roubaix            | –    | 62   | 21   | –    | 26   | 7    |
| Lüttich–Bastogne–Lüttich | –    | –    | –    | –    | –    |      |
| Lombardei-Rundfahrt      | –    | –    | –    | –    | –    |      |